# Supercoupe d'Espagne de football 1983
Navigation
Supercoupe d'Espagne 1982 Supercoupe d'Espagne 1985
La Supercoupe d'Espagne 1983 (en espagnol : Supercopa de España 1983) est la deuxième édition de la Supercoupe d'Espagne, épreuve qui oppose le champion d'Espagne au vainqueur de la Coupe du Roi. Disputée en match aller-retour les 26 octobre 1983 et 30 novembre 1983, l'épreuve est remportée par le FC Barcelone aux dépens de l'Athletic Bilbao sur le score cumulé de 3 à 2.
Il s'agit du premier titre du FC Barcelone dans cette compétition.

## Compétition
| Champion en titre | Aller | Score | Retour | Vainqueur Coupe |
| ----------------- | ----- | ----- | ------ | --------------- |
| Athletic Bilbao   | 1 - 3 | 2 - 3 | 1 - 0  | FC Barcelone    |